# Chilicola mistica
Chilicola mistica är en biart som beskrevs av Michener 2002. Chilicola mistica ingår i släktet Chilicola och familjen korttungebin. Inga underarter finns listade i Catalogue of Life.